# William Hague
William Jefferson Hague, baron Hague of Richmond (ur. 26 marca 1961 w Rotherham) – brytyjski polityk, członek Partii Konserwatywnej, w latach 1989–2015 poseł do Izby Gmin, lider opozycji w latach 1997–2001. Był pierwszym liderem konserwatystów od czasów Austena Chamberlaina, który nie został premierem. W latach 1995–1997 był ministrem ds. Walii w gabinecie Johna Majora, zaś w latach 2010–2014 ministrem spraw zagranicznych w gabinecie Davida Camerona. W latach 2014–2015 Przewodniczący Izby Gmin.
9 października 2015, został kreowany parem dożywotnim jako baron Hague of Richmond, in the County of North Yorkshire. Od 2025 roku pełni funkcję kanclerza Uniwersytetu Oksfordzkiego.
Lord Hague jest członkiem brytyjskiego Królewskiego Towarzystwa Literackiego (ang. Royal Society of Literature). W 2017 odznaczony został Wielką Wstęgą Orderu Wschodzącego Słońca.  

## Życiorys

### Wczesne lata życia
Wykształcenie odebrał w Wath-upon-Dearne Comprehensive w Rotherham. Szybko związał się z Partią Konserwatywną. Już w 1977 r., mając 16 lat, przemawiał na krajowej konferencji partii. Hague studiował politologię, filozofię i ekonomię na Magdalen College na Uniwersytecie Oksfordzkim. Był tam przewodniczącym Stowarzyszenia Konserwatywnego oraz Oxford Union. Po ukończeniu studiów w Oksfordzie rozpoczął naukę w szkole biznesu INSEAD, którą ukończył z tytułem magistra. Następnie pracował jako konsultant w McKinsey.

### Stanowiska rządowe
Pierwszą, nieudaną, próbę dostania się do Izby Gmin Hague podjął w 1987 r. w okręgu Wentworth. Do parlamentu dostał się w 1989 r. wygrywając wybory uzupełniające w okręgu Richmond. W 1993 r. został podsekretarzem stanu w ministerstwie zabezpieczenia socjalnego, a w 1994 r. ministrem stanu w tym resorcie. W 1995 r. został członkiem gabinetu jako minister ds. Walii. Aby uniknąć wpadki poprzednika, Johna Redwooda, którego przyłapano na nieznajomości walijskiego hymnu, Hague poprosił jedną z urzędniczek w ministerstwie, Ffion Jenkins, aby ta nauczyła go słów hymnu. Pani Jenkins została później jego żoną.

### Lider opozycji
Po wyborczej porażce konserwatystów w 1997 r. ze stanowiska lidera partii zrezygnował John Major. Hague wystartował w wyborach na lidera. W pierwszych dwóch turach głosowania zajął drugie miejsce za Kennethem Clarkiem. Wygrał jednak trzecią, decydującą, turę i został nowym liderem konserwatystów i liderem opozycji. Okres przewodnictwa Hague’a był ciężkim czasem dla Partii Konserwatywnej. Obserwatorzy oceniali Hague’a jako nieprzygotowanego do kierowania partią, nie rokującego nadziei na zwycięstwo w wyborach oraz „niegrzeszącego charyzmą”.
Hague’owi nie pomagały PR-owskie błędy z pierwszych miesięcy kierowania partią (np. wizyta w wesołym miasteczku, podczas której Hague, jego szef sztabu Sebastian Coe i lokalny deputowany urządzili sobie przejażdżkę po torze wodnym mając na głowach bejsbolówki z napisem „HAGUE”, co polityk Partii Konserwatywnej Cecil Parkinson określił mianem „dziecinady”). Okres tuż przed wyborami 2001 r. upłynął pod znakiem konfliktu Hague’a z jego kanclerzem skarbu Michaelem Portillo i odpieraniu zarzutów o rasizm i ksenofobię, jakie pojawiły się po przemówieniu Hague’a na konferencji partyjnej w 2001 r., kiedy Hague powiedział: Talk about asylum and they call you racist; talk about your nation and they call you Little Englanders [...] This government thinks Britain would be alright if we had a different people [...] Elect a Conservative Government and we will give you back your country! („Mów o azylu, a wtedy nazwą Cię rasistą; mów o twoim narodzie a nazwą Cię Małym Angolem (...) Ten rząd myśli, że Brytania będzie w porządku, jeśli będziemy mieli innych ludzi (...) Wybierzcie Konserwatystów a otrzymacie z powrotem wasz kraj!”).

### Backbencher
Wybory 2001 r. przyniosły kolejne zdecydowane zwycięstwo laburzystów. Po porażce Hague zrezygnował ze stanowiska lidera partii. Zastąpił go Iain Duncan Smith. Hague zasiadł w tylnych ławach parlamentu, gdzie często wypowiadał się na sprawy bieżące. W 2003 r. poparł interwencję w Iraku. W latach 1997–2002 był przewodniczącym Międzynarodowej Unii Demokratycznej, a od 2002 r. zastępcą przewodniczącego. Jako backbencher Hague zyskał większą popularność niż jako lider opozycji. Częściej występował w mediach, napisał również biografię XVIII-wiecznego premiera, Williama Pitta Młodszego (opublikowaną w 2004). Nauczył się grać na pianinie. W 2005 r. wystąpił w satyrycznym programie Yes Minister z okazji 25 rocznicy utworzenia Radio 4. W czerwcu 2007 r. opublikował swoją drugą książkę, biografię abolicjonisty Williama Wilberforce’a.

### Powrót do gabinetu cieni
Hague, razem z Johnem Majorem, Kennethem Clarkiem oraz Iainem Duncanem Smithem zasiadał w 2003 r. w Radzie Wyborczej Partii Konserwatywnej w czasie wyborów lidera, którym został wówczas Michael Howard. Po przegranych wyborach powszechnych 2005 r. Howard zrezygnował. W nowym wyborach na lidera partii Hague poparł zwycięzcę, Davida Camerona, który powierzył Hague’owi stanowisko ministra spraw zagranicznych w swoim gabinecie cieni. Hague uzyskał w nim status starszego członka (Senior Member) i faktycznego zastępcy Camerona. Zastępował go m.in. kiedy ten był na urlopie rodzicielskim w lutym 2006 r.

### Na czele Foreign Office
Po wyborczym zwycięstwie konserwatystów w wyborach parlamentarnych w 2010 r. Hague otrzymał stanowisko ministra spraw zagranicznych w koalicyjnym rządzie Camerona. Został również pierwszym sekretarzem stanu.
14 lipca 2014 r. doszło do rekonstrukcji gabinetu premiera Davida Camerona, w wyniku której Hague ustąpił ze stanowiska szefa dyplomacji. Tego samego dnia został przewodniczącym Izby Gmin, zachował też stanowisko pierwszego sekretarza stanu.

### Polityczna emerytura
Hague nie kandydował w wyborach w 2015, wybierając przejście na polityczną emeryturę. Zwycięzcą wyborów w jego dotychczasowym okręgu został Rishi Sunak, również należący do Partii Konserwatywnej.
W 2024 roku Hague stanął do wyborów na stanowisko kanclerza Uniwersytetu Oksfordzkiego jako jeden z 38 kandydatów. Po dwóch rundach głosowania w listopadzie został ogłoszony zwycięzcą, zaś stanowisko głowy uczelni oficjalnie objął 19 lutego 2025 roku. Zgodnie z nowelizacją statutu uniwersytetu, Hague będzie sprawował swoją funkcję nie dożywotnio lub do momentu rezygnacji, jak było to w zwyczaju dotychczas, lecz przez okres dziesięcioletniej kadencji.

## Gabinet cieni Williama Hague
- lider opozycji: William Hague
- kanclerz skarbu: Peter Lilley
- minister spraw zagranicznych: Michael Howard
- minister spraw wewnętrznych: Brian Mawhinney
- przewodniczący Brytyjskiej Partii Konserwatywnej: Cecil Parkinson, baron Parkinson
- minister edukacji i zatrudnienia: Stephen Dorrell
- przewodniczący Izby Gmin i Kanclerz Księstwa Lancaster: Gillian Shephard
- przewodniczący Izby Lordów: Robert Gascoyne-Cecil, wicehrabia Cranborne
- minister obrony: George Young
- minister handlu i przemysłu: John Redwood
- minister środowiska, transportu i regionów: Norman Fowler
- minister spraw konstytucyjnych, Szkocji i Walii: Michael Kerr, hrabiego Ancram
- minister rolnictwa, rybołówstwa i żywności: David Curry
- minister rozwoju międzynarodowego: Alastair Goodlad(inne języki)
- naczelny sekretarz skarbu: David Heathcoat-Amory
- minister kultury, mediów i sportu: Francis Maude
- minister ds. Irlandii Północnej: Andrew MacKay(inne języki)
- minister zdrowia: John Maples(inne języki)
- minister zabezpieczenia socjalnego: Iain Duncan Smith
- główny whip Opozycji: James Arbuthnot(inne języki)
- główny whip Opozycji w Izie Lordów: Thomas Galbraith, 2. baron Strathclyde

Zmiany
- czerwiec 1998 r. – Peter Lilley zostaje zastępcą lidera Opozycji, Francis Maude zastępuje Lilleya jako kanclerz skarbu, jego następcą na stanowisku ministra kultury, mediów i sportu zostaje Peter Ainsworth, Brian Mawhinney opuszcza gabinet, Norman Fowler zastępuje go jako minister spraw wewnętrznych, Gillian Shephard zastępuje Fowlera jako minister środowiska, transportu i regionów, George Young zastępuje Shephard jako przewodniczący Izby Gmin, John Maples zastępuje Younga jako minister obrony, Ann Widdecombe zostaje członkiem gabinetu jako minister zdrowia, Alastair Goodlad opuszcza gabinet, jego następcą na stanowisku ministra rozwoju międzynarodowego zostaje Gary Streeter, David Curry opuszcza gabinet, jego następcą na stanowisku ministra rolnictwa, rybołówstwa i żywności zostaje Tim Yeo, Michael Ancram zostaje wiceprzewodniczącym Partii Konserwatywnej, jego następcą na stanowisku ministra spraw konstytucyjnych zostaje Liam Fox, Stephen Dorrell opuszcza gabinet, jego następcą na stanowisku ministra edukacji i zatrudnienia zostaje David Willetts
- grudzień 1998 r. – lord Cranborne opuszcza gabinet, lord Strathclyde zastępuje go na stanowisku przewodniczącego Izby Lordów, następcą StrathClyde’a na stanowisku głównego whipa Opozycji w Izbie Lordów zostaje Oliver Eden, 8. baron Henley
- czerwiec 1999 r. – Peter Lilley opuszcza gabinet, stanowisko zastępcy lidera Opozycji pozostaje nieobsadzone, lord Parkinson opuszcza gabinet, jego następcą na stanowisku przewodniczącego Partii Konserwatywnej zostaje Michael Ancram, stanowisko wiceprzewodniczącego pozostaje nieobsadzone, Michael Howard opuszcza gabinet, John Maples zastępuje go na stanowisku ministra spraw zagranicznych, Iain Duncan Smith zastępuje Maplesa jako minister obrony, David Willetts zastępuje Smitha na stanowisku ministra zabezpieczenia socjalnego, jego następcą na stanowisku ministra edukacji i zatrudnienia zostaje Theresa May, Gillian Shephard opuszcza gabinet, jej następcą na stanowisku ministra środowiska, transportu i regionów zostaje John Redwood, Angela Browning zastępuje Redwooda na stanowisku ministra handlu i przemysłu, Norman Fowler opuszcza gabinet, jego następcą na stanowisku ministra spraw wewnętrznych zostaje Ann Widdecombe, Liam Fox zastępuje Widdecombe jako minister zdrowia, sir George Young zastępuje Foxa jako minister spraw konstytucyjnych, pozostając na swoich poprzednich stanowiskach
- luty 2000 r. – John Redwood opuszcza gabinet, jego następcą na stanowisku ministra środowiska, transportu i regionów zostaje Archie Norman, John Maples opuszcza gabinet, jego następcą na stanowisku ministra spraw zagranicznych zostaje Francis Maude, Michael Portillo zastępuje Maude’ego jako kanclerz skarbu
- wrzesień 2000 r. – sir George Young opuszcza gabinet, jego następcą na stanowisku przewodniczącego Izby Gmin zostaje Angela Browning, David Heathcoat-Amory zastępuje Browning jako minister handlu i przemysłu, Oliver Letwin zastępuje Heathcoata-Amoryego jako naczelny sekretarz skarbu